# Календы
Кале́нды (от лат. calendae, календы — первые числа каждого месяца в римском календаре, в эти числа должники платили проценты, родственно calendārium букв. — «долговая книга») в древнеримском календаре — название первого дня каждого месяца. Календы совпадают с новолунием.
Календы (как и ноны и иды) служили для отсчёта дней внутри месяца. От этих трёх определённых для каждого месяца моментов дни отсчитывались назад; например: «шестой день перед мартовскими календами»..
Слово «календы» происходит от латинского глагола calare («провозглашать»), так как о начале месяца или года жрецы (понтифики) сообщали на народных собраниях.
В календы оплачивались проценты по денежным долгам. С этим событием связана латинская поговорка Ad Calendas Graecas («в греческие календы»), означающая «неизвестно когда» или «никогда».

## Праздники календ
Древнеримским праздником январских календ (с 1 до 5 января) завершался целый праздничный цикл, общий всему греко-римскому миру; этот цикл начинался с Врумалий в честь Диониса фракийского (с 24 ноября до 17 декабря), включал в себя Сатурналии и Опалии (с 17 до 23 декабря), а также Вота (с 23 декабря до 1 января). Празднования достигали своего апогея в конце — в январских календах, празднике общей радости, братавшей сословия, возрасты и положения.
Языческий праздник январских календ продолжали справлять и христиане, что вызвало протест церкви. В борьбе с этим остатком язычества церковь противопоставила языческому чествованию новолетия свой собственный праздничный цикл, рождественский (с 24 декабря по 4 января), языческим воспоминаниям — христианские, древним маскам и играм — хождение со звездой и царями-волхвами. В результате получилась сложная обрядность, в составе которой, наряду с христианскими, сохранились и языческие элементы.
Под влиянием христианства, празднование январских календ при Юстиниане I распространено было на 12-дневный святочный цикл от Рождества до Крещенья, а согласно с этим и песни календ стали означать не только песни на новый год, но чаще вообще все рождественские или святочные песни. Эти традиции в дальнейшем получили большое распространение у славян (см. Коляда).
Другие праздники:
- Февральские календы посвящались Юноне Соспиты.
- Мартовские календы — Римский Новый год. Считались днём рождения Венеры и праздновались как «женские календы» (Матроналии), отмечаемые «матронами», то есть замужними женщинами.
- Апрельские календы, или «Венералии», посвящались Венере Обращающей Сердца (лат. Verticordia) и «Мужской» Фортуне Вирилис, которой молились 1 апреля женщины низших классов в мужских банях.
- Майские календы посвящались пробуждению Благой богини и праздновались в её храме среди цветов и праздничного веселья.
- Июньские календы были посвящены Кардее — богине порогов, дверей и особенно дверных петель, а также богине здоровья.
- Октябрьские календы были посвящены Церере (с 1 по 5 октября) — богине урожая и плодородия, а также Фидесе — богине согласия и верности.